# 5749 Urduja
5749 Urduja este o planetă minoră (asteroid), cu un diametru de 12,751 km, din centura de asteroizi. A fost descoperită pe 17 martie 1991 la Observatorul Palomar de Eleanor F. Helin și a fost numită după Urduja⁠(d). 
Obiectul prezintă o orbită caracterizată de o semiaxă mare de 3,0064341 UAi, o excentricitate de 0,0770244, o înclinație de 9,60355 ° în raport cu ecliptica.